# Gonora heliconiata
Gonora heliconiata là một loài bướm đêm trong họ Geometridae.